# Владычный суд
«Владычный суд» — рассказ Николая Лескова, написанный в 1876 году. Впервые опубликован в 1877 журнале «Странник» 1877, т. I, № 1 и № 2. В том же 1877 году вышло отдельным изданием.
В сборнике рассказов Лескова «Русские богоносцы» (1880) рассказ «Владычный суд» следует непосредственно за повестью «На краю света», с которой он тесно связан. В этом издании Лесков снял всю первую главу и соответственно изменил нумерацию остальных, рассказ помещен с подзаголовком: "Pendant к рассказу «На краю света». На титульном листе этой книги — пометка о том, что текст рассказа пересмотрен и исправлен автором. В издании 1892 года Лесков снова возвратился к первоначальному тексту.

## Сюжет
В рассказе Лесков обращается к теме рекрутской повинности, которая по указу 1827 года накладывалась на еврейское население Российской Империи. Повинность накладывалась в том числе на детей от 12 до 18 лет, которые до достижения совершеннолетия направлялись на учебу в особых армейских школах или работали в сельских местностях, где их часто уговаривали или принуждали переходить в православие. В рассказе продолжается начатая в повести «На краю света» полемика по вопросу об идеях и методах православного христианского миссионерства. Сюжет «Владычного суда» основан на историческом факте и отражает определенный период в жизни писателя, Лесков называет имена реальных лиц, ссылается на российские законы.
Обвиняя еврейскую общину в бедах главного героя рассказа, уподобляя преследования вольнодумца-переплетчика еврейской общиной преследованиям Иисуса Христа фарисеями, «настоящим фарисейским» делом Лесков представляет не «гешефт» евреев, но саму лишенную христианского милосердия систему набора рекрутов:
Эта приемка жидовских ребятишек поистине была ужасная операция
Рассказчик показывает религиозное лицемерие насильно крестящих рекрутов партионных командиров, «по-своему радевших о христианстве и, вероятно, по-своему его и понимавших», лицемерие «внешней религиозности» баронессы Б. Сам закон о рекрутах Лесков признает до такой степени формальным, что в нем «нет исключения», несмотря ни на какие обстоятельства.